# Fairchild AT-21 Gunner
Il Fairchild AT-21 Gunner fu un particolare aereo da addestramento pensato per l'istruzione dei mitraglieri, sviluppato dalla statunitense Fairchild Aircraft nei primi anni quaranta durante la seconda guerra mondiale. Svantaggiato da vari difetti intrinseci, ebbe produzione ed impiego limitati.

## Storia del progetto
Dopo l'entrata in guerra, le United States Army Air Forces richiesero un economico velivolo da addestramento per poter istruire allo stesso tempo i vari membri dell'equipaggio di un aereo da bombardamento. La Fairchild propose un aereo con la struttura prevalentemente in legno simile ad un bombardiere in scala ridotta, dotato di due motori radiali Pratt & Whitney R-1340 e di un impennaggio bideriva, per aumentare il campo d'azione del mitragliere dorsale. Questo primo prototipo prese la denominazione di XAT-13, e fu seguito da un secondo (XAT-14) dotato invece di motori a V Ranger V-770, costruiti da una sussidiaria della stessa Fairchild. Dopo un ulteriore prototipo privo di armamento, pensato per l'addestramento dei puntatori e denominato XAT-14A, fu infine decisa la costruzione in serie del velivolo, destinandolo invece all'addestramento dei soli mitraglieri con la denominazione definitiva di AT-21. L'equipaggio comprendeva pilota, secondo pilota/istruttore e tre allievi che si potevano alternare nelle due postazioni anteriore e dorsale. Per accelerare la produzione, questa fu affidata, oltre che alla Fairchild, anche alla Bellanca Aircraft Company ed alla McDonnell Aircraft Corporation, che finirono per costruire rispettivamente 39 e 30 velivoli oltre ai 106 della casa madre.

## Tecnica
Il velivolo, monoplano ad ala bassa, aveva struttura in tubi d'acciaio saldati nella parte anteriore della fusoliera, mentre il resto della struttura era in legno. Tutte le superfici erano interamente rivestite in Duramold, un materiale composito costituito da compensato impregnato di resine fenoliche, in grado quindi di coniugare le proprietà del legno con quelle delle materie plastiche (lo stesso materiale venne poi utilizzato per lo Hughes H-4 Hercules), con l'esclusione delle superfici mobili, in lega d'alluminio rivestite in tela. Il carrello d'atterraggio triciclo era interamente retrattile nelle gondole alari e sotto il muso.

## Impiego operativo

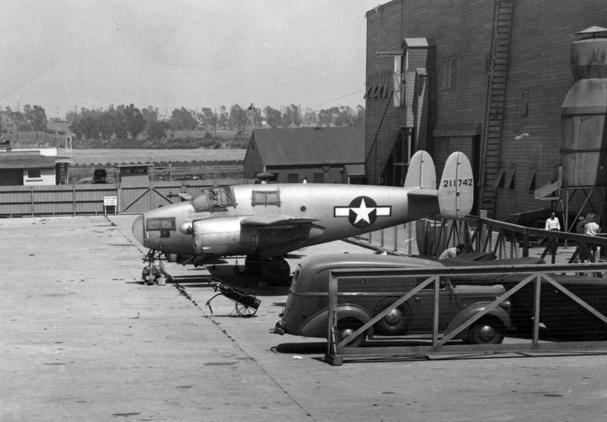
Un AT-21 nel 1945 a guerra finita.

Il velivolo manifestò gravi difetti nella condotta di volo che lo resero inadatto all'utilizzo quale addestratore. In particolare, la poca distanza tra ali ed i timoni causava instabilità lungo l'asse di imbardata. Fu allora proposto di utilizzarlo per l'addestramento dei piloti, ma l'insufficiente potenza dei motori lo rendeva inadatto anche a questo compito, per cui nel 1944 venne ritirato dal servizio e sostituito nel ruolo da vecchi bombardieri declassati, che oltre tutto potevano familiarizzare maggiormente gli allievi con l'aereo su cui avrebbero prestato servizio. Qualche velivolo venne comunque utilizzato ancora per il traino bersagli od il collegamento, finché dopo la fine della guerra vennero tutti demoliti o ceduti al mercato civile.

## Ulteriori sviluppi

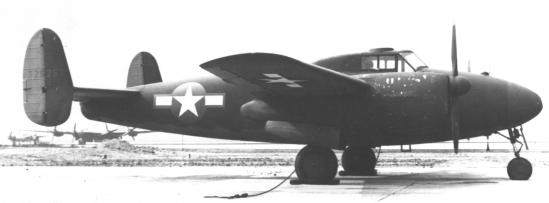
Prototipo del BQ-3

Nel 1944 si pensò di trarre da questo velivolo il Fairchild BQ-3 Aerial Torpedo, una bomba volante radioguidata caricata con 1 800 kg di esplosivo, da lanciarsi contro obiettivi di grosse dimensioni.  Furono costruiti due prototipi, uno dei quali andò semidistrutto in un volo di prova. Le prove continuarono, ma i progressi nelle bombe guidate sul finire del conflitto resero il progetto rapidamente obsoleto, per cui venne cancellato verso la fine del 1944.

## Esemplari attualmente esistenti

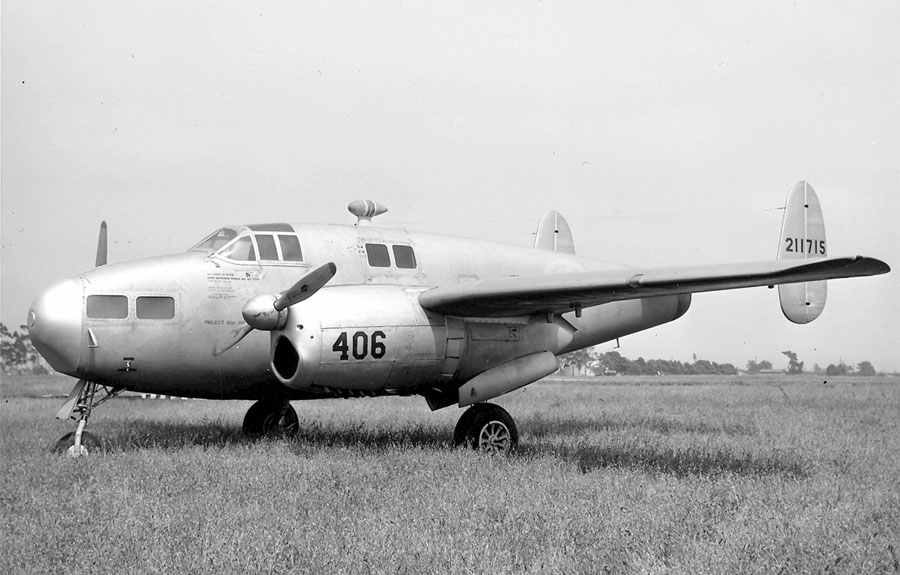
Un AT-21 postbellico

Si ha notizia di un solo esemplare superstite non restaurato nel nord del Texas.